# Neil Walker (Schwimmer)
Neil Scott Walker (* 25. Juni 1976 in Verona, Wisconsin) ist ein ehemaliger US-amerikanischer Schwimmer, der seine größten Erfolge als Staffelschwimmer erzielte.

## Werdegang
Mit der 4 × 100-m-Freistilstaffel der Vereinigten Staaten konnte er bei Olympischen Spielen 2000 Silber und 2004 Bronze erringen. Zudem wurde er bei beiden Spielen in den Vorläufen, nicht jedoch im Finallauf, in der 4 × 100-m-Lagenstaffel eingesetzt, die jeweils Olympiasieger wurden.
Walker konnte zudem mehrere Weltmeistertitel und Weltrekorde mit US-Staffeln erringen; zuletzt stellte er mit der 100-m-Freistilstaffel der Vereinigten Staaten bei den Pan Pazifischen Spielen am 19. August 2006 einen neuen Weltrekord in 3:12,46 Minuten auf.
Seine beste individuelle Leistung bei internationalen Meisterschaften errang er bei den Kurzbahnweltmeisterschaften 2000, wo er den Weltmeistertitel über 50 und 100 m Rücken, sowie 100 m Lagen jeweils mit neuem Weltrekord in Final- oder Vorlauf, sowie die Vizeweltmeisterschaft über 50 m Schmetterling erringen konnte.